# Puerto Wilches
Puerto Wilches là một khu tự quản thuộc tỉnh Santander, Colombia. Thủ phủ của khu tự quản Puerto Wilches đóng tại Puerto Wilches Khu tự quản Puerto Wilches có diện tích 1588 ki lô mét vuông. Đến thời điểm ngày 28 tháng 5 năm 2005, khu tự quản Puerto Wilches có dân số 26486 người.